# Woodville Latham
El alcalde Woodville Latham (1837–1911) era un oficial de ordenanzas de la Confederaciön durante la guerra civil americana y profesor de química en la Universidad de Virginia Occidental. Fue significativo en el desarrollo de tecnología de película temprana.
Woodville Latham era el padre de Gris Latham y Otway Latham, dueños de un salón de quinetoscopio en Ciudad de Nueva York. En diciembre de 1894 Latham y sus dos hijos formaron la Compañía Lambda, instalándose en el número 35 de la calle Frankfort, y contratando a Eugène Lauste, quien anteriormente había sido un empleado de Thomas Edison, así como al pionero de la imagen en movimiento William Kennedy Dickson. Dickson no dejaría su empleo con Edison hasta abril de 1895, e inicialmente dejó su pericia a los Latham en secreto. El Eidoloscopio estuvo demostrado para miembros de la prensa el 21 de abril de 1895 y abierto al público pagando, el 20 de mayo de ese mismo año, en una tienda de Broadway con películas del torneo de boxeo de Griffo-Barnett, grabado desde la azotea del Madison Square Garden el 4 de mayo.
En 1898 los Latham abandonaron Motion Pictures, y pronto perdieron sus patentes. El alcalde Latham vivió más que sus hijos, ya que, tanto Otway como Grey, fallecieron hacia 1910.
Latham, asistido por Dickson y Lauste, participó en la invención del Latham loop dentro de cámaras y proyectores, un desarrollo significativo para la historia del cine, ya que permitió que las películas fueran grabadas y proyectadas por un periodo de tiempo más largo que el de las películas de un minuto de duración del kinetoscopio de Thomas Edison. Poco antes de su muerte en 1911, Latham atestiguó con respecto al 'Latham loop' en una audiencia de patentes. 